# Gunther Teubner

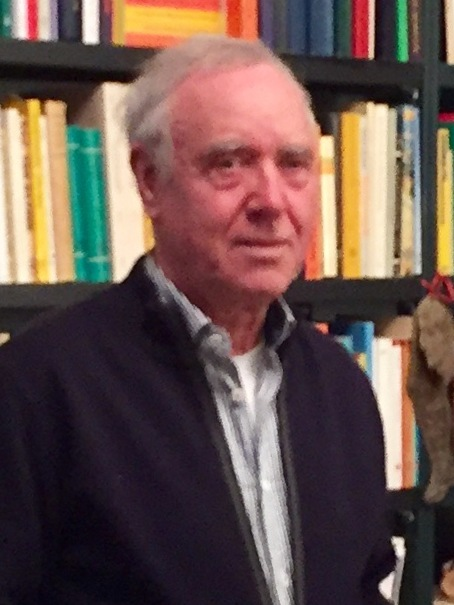
Gunther Teubner (2017)

Gunther Teubner (* 30. April 1944 in Herrnhut) ist ein deutscher Rechtswissenschaftler.

## Leben
Gunther Teubner, Sohn des Amtsgerichtsrats Walter Teubner und dessen Ehefrau Renate geborene Schmidt, studierte von 1963 bis 1967 Rechtswissenschaft an der Universität Göttingen und der Universität Tübingen. Seine Staatsprüfungen absolvierte er 1967 und 1970. Er war Stipendiat der Studienstiftung des deutschen Volkes. Im Jahr 1971 wurde er an der Universität Tübingen mit einer Arbeit über die Auslegung von gesetzlichen Generalklauseln promoviert. 1971 bestand er das Assessorexamen. Von 1972 bis 1974 absolvierte er einen Forschungsaufenthalt in den USA, wo er den Magistertitel M. A. in Law and Society an der Universität Berkeley erwarb.
Im Jahr 1977 habilitierte er sich an der Universität Tübingen mit dem Thema Organisationsdemokratie und Verbandsverfassung. Rechtsmodelle für politisch relevante Verbände. Im selben Jahr erhielt er eine Professur für Privat- und Gesellschaftsrecht und Rechtssoziologie an der Universität Bremen. 1980/1981 wirkte er zudem als Gastdozent an der Law School in Berkeley.
1981 wechselte Teubner nach Florenz an das Europäische Hochschulinstitut. Hier lehrte er bis 1993. Er hatte zudem eine Zulassung als Professor an der Universität Frankfurt erhalten.
1993 übernahm Teubner an der London School of Economics and Political Science eine nach Otto Kahn-Freund benannte Professur für Vergleichende Rechtswissenschaft und Rechtstheorie.
In der Folge wechselte Teubner 1998 an die Universität Frankfurt an den Fachbereich Rechtswissenschaft, wo er 2009 emeritiert wurde. Dort war er auch Principal Investigator des Frankfurter Exzellenzclusters Die Herausbildung normativer Ordnungen. Außerdem lehrte er am International University College in Turin.
Teubner lieferte insbesondere für die Systemtheorie des Rechts, u. a. in Auseinandersetzung mit den Überlegungen Niklas Luhmanns, wichtige Beiträge.
Er ist evangelisch und verheiratet mit Enrica Mazza-Teubner und hat drei Kinder (Jonas, Nicola und Daniele).

## Auszeichnungen
Teubners Arbeiten wurden mehrfach ausgezeichnet, darunter im Jahr 1982 mit dem Leon Petrazycki International Scientific Prize, 2000 mit dem Gay-Lussac-Humboldt-Preis und 2007 mit einer Fellowship am Wissenschaftskolleg zu Berlin. Er erhielt mehrere Ehrendoktorwürden und Gastprofessuren. 1989 wurde Teubner Gründungsmitglied der Academia Europaea. Im Jahr 2013 folgte die Aufnahme in die British Academy.

## Schriften (Auswahl)

### Autor
- Standards und Direktiven in Generalklauseln. Möglichkeiten und Grenzen der empirischen Sozialforschung bei der Präzisierung der Gute-Sitten-Klauseln im Privatrecht  (= Studien und Texte zur Theorie und Methodologie des Rechts. Band 8). Athenäum, Frankfurt am Main 1971. Zugleich Dissertation Tübingen 1970.
- Public Status of Private Associations. Berkeley 1974.
- Organisationsdemokratie und Verbandsverfassung. Rechtsmodelle für politisch relevante Verbände. Mohr, Tübingen 1978. Zugleich Habilitationsschrift.
- Recht als autopoietisches System. Suhrkamp, Frankfurt am Main 1989, ISBN 978-3-518-57982-4.
- Netzwerk als Vertragsverbund. Virtuelle Unternehmen, Franchising, just-in-time in sozialwissenschaftlicher und juristischer Sicht. Nomos, Baden-Baden 2004, ISBN 978-3-8329-0460-9.
- mit Andreas Fischer-Lescano: Regime-Kollisionen. Zur Fragmentierung des globalen Rechts.  Suhrkamp, Frankfurt am Main 2006, ISBN 978-3-518-29403-1.
- Verfassungsfragmente. Gesellschaftlicher Konstitutionalismus in der Globalisierung. Suhrkamp, Frankfurt am Main 2012, ISBN 978-3-518-29628-8.
- Digitale Rechtssubjekte? Zum privatrechtlichen Status autonomer Softwareagenten. In: Archiv für die civilistische Praxis. Band 218, Nr. 2–4, 2018, ISSN 0003-8997, S. 155, doi:10.1628/acp-2018-0009. – Ergänzend: Bettina Rentsch: Diskussionsbericht zum Referat von Gunther Teubner. In: Archiv für die civilistische Praxis. Band 218, Nr. 2–4, 2018, ISSN 0003-8997, S. 206, doi:10.1628/acp-2018-0010.
- Anna Beckers, Gunther Teubner: Digitale Aktanten, Hybride, Schwärme. Drei Haftungsregime für künstliche Intelligenz. Frankfurt am Main: Suhrkamp, 2024

### Herausgeber
- Autopoietic Law. A New Approach to Law and Society. In: European University Institute – Series A. Nr. 8. de Gruyter, Berlin, New York 1988, ISBN 3-11-011459-3, doi:10.1515/9783110876451.
- Nach Jacques Derrida und Niklas Luhmann. Zur (Un-)Möglichkeit einer Gesellschaftstheorie der Gerechtigkeit. Lucius & Lucius, Stuttgart 2008, ISBN 3-8282-0443-0.